# Acido fenilacetico
L'acido fenilacetico (PAA) è un composto organico contenente un gruppo funzionale fenile e un gruppo funzionale acido carbossilico, avente formula C6H5CH2COOH. È un solido bianco con un forte odore simile al miele. Endogenamente, è un catabolita della fenilalanina. Come prodotto chimico commerciale, poiché può essere utilizzato nella produzione illecita di fenilacetone (utilizzato nella fabbricazione di anfetamine sostituite), è soggetto a controlli in paesi tra cui Stati Uniti e Cina.
È un auxina naturale.

## Reperibilità in natura
L'acido fenilacetico è stato scoperto essere un auxina naturale (un tipo di ormone vegetale), presente principalmente nella frutta. Tuttavia, il suo effetto è molto più debole dell'effetto dell'acido indolo-3-acetico della molecola di auxina di base. Inoltre, la molecola è prodotta naturalmente dalla ghiandola metapleurale della maggior parte delle specie di formiche e utilizzata come antimicrobico. È anche il prodotto di ossidazione della fenetilammina nell'uomo a seguito del metabolismo da parte della monoammino ossidasi e del successivo metabolismo del prodotto intermedio, la fenilacetaldeide, da parte dell'enzima aldeide deidrogenasi; questi enzimi si trovano anche in molti altri organismi.

## Sintesi
Può essere preparato per idrolisi del 2-fenilacetonitrile:

## Applicazioni
L'acido fenilacetico è usato in alcuni profumi, poiché possiede un odore simile al miele anche a basse concentrazioni. Viene anche utilizzato nella produzione di penicillina G e produzione di diclofenac. Viene anche impiegato per trattare l'iperammonemia di tipo II per aiutare a ridurre la quantità di ammoniaca nel flusso sanguigno di un paziente formando fenilacetil-CoA, che quindi reagisce con glutammina ricca di azoto per formare fenilacetilglutammina. Questo composto viene quindi escreto dal corpo del paziente. Viene anche utilizzato nella produzione illecita di fenilacetone, che viene utilizzato nella produzione di metanfetamina.
Il sale sodico dell'acido fenilacetico, il fenilacetato di sodio, è usato come farmaco per il trattamento dei disturbi del ciclo dell'urea, incluso come farmaco combinato sodio fenilacetato/sodio benzoato (Ammonul).

## Curiosità
Questa sostanza, nell'episodio 10 della quarta stagione di Breaking Bad, viene utilizzata come precursore per la sintesi di metanfetamina in un laboratorio clandestino.